# KVK
株式会社KVK（ケーブイケー、英: KVK CORPORATION）は、岐阜県加茂郡富加町に本社を置く、水栓金具などを製造している企業である。1939年創業。

## 概要
水栓金具を中心に水道用継手・配管部材などを製造するメーカーである。これらの製品は工務店や建築事業者向けの建築用資材販売店のほか、ホームセンターなどにも流通している。
また、パナソニック（パナソニック ホームズ）やクリナップ、タカラスタンダードなどといったハウスメーカーや住宅設備機器メーカーの供給メーカーとして、金具（シャワー水栓やカランなどの蛇口）にKVKの商品が使われている。
1981年に浴室向け水栓金具の「お湯ぴた」を発売したが、このテレビCMが放映されたことで、KVKの社名が世間に広まることとなった。1980年代後期からは中国にも進出している。
2008年3月、廃業した同県内の同業者で北村鋳造所を前身とした親族企業の喜多村合金製作所（略称：MYM）から水栓事業を譲受吸収した。

## 沿革
- 1939年 - 北村鋳造所創業。
- 1949年 - 北村バルブ株式会社設立。
- 1989年 - 中国・遼寧省に大連北村閥門有限公司を設立。
- 1992年 - 株式会社ケーブイケーに商号変更。
- 1993年 - 株式を店頭公開（現在のJASDAQ）。
- 2008年 - 株式会社喜多村合金製作所の水栓事業を譲り受ける。
- 2018年 - 登記上の商号を株式会社KVKに変更。本社工場を富加工場に移設。

## 主要事業所
- 本社 - 岐阜県加茂郡富加町高畑字稲荷641番地
- 東北支社 - 宮城県仙台市若林区伊在字屋敷42-1
- 関東支社 - 東京都豊島区東池袋2-6-6 ストーク東池袋 2F
- 関西支社 - 大阪府大阪市西区新町1-32-11 なにわ筋ファーストビル 4F
- 西日本支社 - 福岡県福岡市博多区博多駅南4-10-10
- 本社工場 - 岐阜県加茂郡富加町高畑字稲荷641
- 飛騨古川工場 - 岐阜県飛騨市古川町太江字三反田2438-1

## スポンサー番組
一社提供
- 東海フラッシュニュース - 東海テレビ、1社提供（木曜日）
- CBCフラッシュニュース - CBCテレビ、1社提供（土曜日）